# Atanazije Aleksandrijski
Atanazije Aleksandrijski (Aleksandrija, oko 298. – Aleksandrija, 2. svibnja 373.). kršćanski biskup, patrijarh Aleksandrije i svetac. U Rimokatoličkoj Crkvi on je jedan od crkvenih naučitelja, te se ubraja među četiri velika naučitelja Istočne Crkve. Istočne Crkve slave ga 18. siječnja (datum prijenosa relikvija), a Rimokatolička Crkva 2. svibnja (dan smrti).

## Životopis
Atanazije se rodio u obitelji koja je pripadala višem sloju u egipatskom gradu Aleksandriji. Vjerojatno mu je bila poznata Aleksandrijska katehetska škola, a mogao je imati oko 10 godina kada su pod rimskim carem Maksimijanom stotine kršćana doživjele mučeničku smrt, a među njima su bili i neki od vođa škole. Tadašnji biskup Aleksandar uputio je Atanazija na privatne tečajeve. 
Oko 318. Atanazije je počeo pisati djelo "Protiv pogana - O Utjelovljenju", potvrđujući i tumačeći da je Isus istovremeno i Bog i čovjek te odbacuje višeboštvo i poganstvo. U svom najvećem teološkom djelu, "Tri govora protiv arijanaca", Atanazije naglašava da je Očevo rađanje Sina ili Riječi, nutarnji odnos među njima, a ne nešto što bi se dogodilo u vremenu. Njegovi spisi predstavljaju temelj kršćanske borbe protiv arijanstva, kojemu se Atanazije čitavog života protivio. Pokazavši svoje teološko umijeće imenovan je arhiđakonom i tajnikom biskupa Aleksandra. 
Još kao đakon, Atanazije je 325. pratio svoga biskupa Aleksandra na Prvi nicejski sabor, što ga je sazvao car Konstantin I. Veliki kako bi se riješilo pitanje nauka što ga je širio Arije, također iz Aleksandrije. Grčkim izrazom homoousios (istobitan) na tom je saboru bezrezervno potvrđena savršena jednakost Oca i Sina, te je Sin, nasuprot Arijevu nauku, definiran kao rođen, a ne stvoren. Ova je definicija ušla u Nicejsko vjerovanje. Time je na saboru pobijedila Aleksandrova i Atanazijeva struja, a Arije i njegovi sljedbenici morali su otići u progonstvo. Ubrzo nakon smrti biskupa Aleksandra (328.), kao tridesetogodišnjak, postaje novi biskup i patrijarh Aleksandrije. Sve do 362. morat će, zbog svoje predanosti Nicejskom vjerovanju i sam podnijeti barem pet izgona, a u mnogim će trenucima biti od sviju napušten. Stoga mu se ponekad i pridaje latinski naziv Athanasius contra mundum (Atanazije protiv svijeta). 
350. Konstans I. je ubijen, a Konstancije II. postaje jedini vladar carstva, te do svoje smrti 361. organizira više mjesnih sinoda u Sirmiju (današnja Srijemska Mitrovica) koji su osudili Atanazija i ostale pristalice Nicejskoga vjerovanja (posebice papu Liberija). Novi car Julijan Apostata (361. – 363.) progoni sve kršćane, pa tako i Atanazija, koji se bio sklonio kod redovnika pustinjaka, gdje je napisao poznati "Život svetog Antuna Opata".
Atanazije je 363. uspio u Aleksandriji sazvati veliki sinod Istočne Crkve, na kojem je još jednom definirana prava vjera, te su potvrđene odluke Prvog nicejskog sabora. Premda je imao vrlo buran život, ipak je umro u svome krevetu 2. svibnja 373. Unatoč tome, njegovo tijelo nije prestalo putovati. U srednjem vijeku njegovo se tijelo našlo u Veneciji, no 1973., prema dogovoru koptskog patrijarha i pape Šenude III. te rimskog pape Pavla VI., prenijeto je u Kairo, u koptsku katedralu svetog Marka.